# 羅塔巴赫河 (萊希河支流)
47°54′15″N 10°55′58″E / 47.9041453°N 10.93281269°E

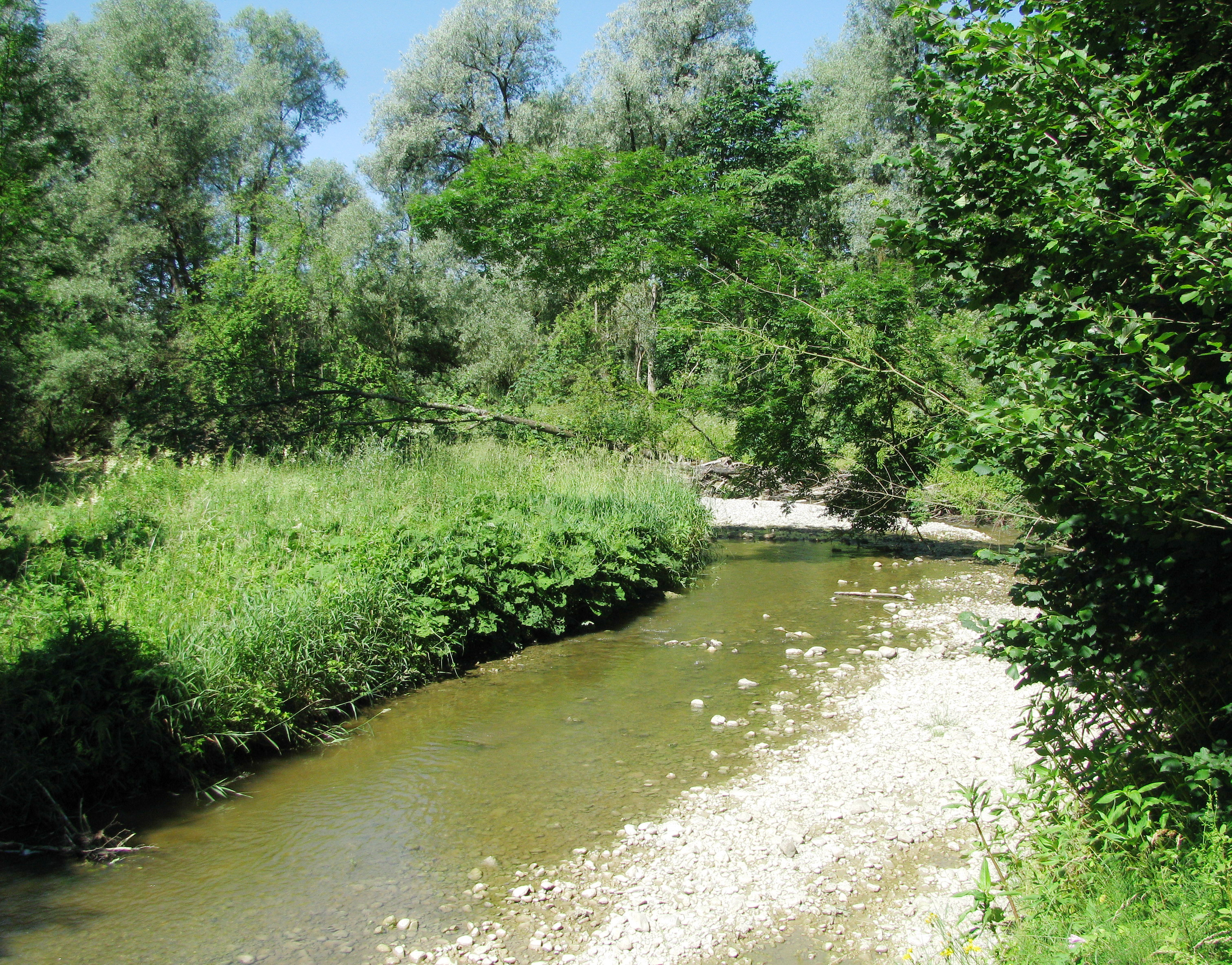

羅塔巴赫河是德國的河流，位於該國東南部，由巴伐利亞負責管轄，屬於萊希河的右支流，河道全長16.1公里，流域面積28.6平方公里。